# Külvárosi szálloda (film)
A Külvárosi szálloda (Hôtel du Nord) 1938-ban bemutatott fekete–fehér francia játékfilm Marcel Carné rendezésében. Magyarországon 1939. június 5-én mutatták be.

## Cselekménye
Párizs külvárosában, a csatorna partján áll a Lecouvreur házaspár szerény szállodája, az Hôtel du Nord. Az élettel meghasonlott szerelmespár, Renée és Pierre szobát vesz ki benne. Reménytelenségükben elhatározzák, hogy öngyilkosok lesznek. Pierre előbb Renée-re lő, de a pisztolyt önmagára emelve egy pillanatig tétovázik. Ez elég ahhoz, hogy a szomszédból Edmond berontson hozzá. Pierre elmenekül, Renée-t kórházba szállítják. Másnap Pierre feladja magát a rendőrségen. Szembesítéskor a kórházban Renée azt állítja, hogy ő lőtt saját magára. Pierre-t meghatja a nő jósága és szerelme, de nem fogadja el helyzetet, hanem önmaga ellen vall. Elviszik és elítélik. 
Renée felgyógyult. A hotelben megköszöni Lecouvreur-éknek a kedvességüket, mellyel a kórházban elhalmozták. A jóindulatú házaspár megkedveli Renée-t és felfogadja szobalánynak. Eközben Edmond két volt cinkostársa kiszabadul a börtönből és bosszúra készül Edmond egykori árulásáért, amivel őket börtönbe juttatta. Edmond elhagyná az országot, de meglátja a hotelben Renée-t és ott marad. A romlott, zárkózott férfiben szerelem ébred Renée iránt. A lányt meghatja a különös ember ragaszkodása.
Renée meglátogatja Pierre-t a börtönben. A férfi gyötrő lelkiismeret-furdalásában eltaszítja a rácstól és nem fogad el tőle szánalmat, köztük mindennek vége. A lány összetörten tér vissza a szállodába, ahol az éj csendjében Edmond feltárja előtte sötét múltját. Renée megsajnálja és felajánlja, hogy utazzanak együtt valahová délre, ahol Edmond új életet kezdhet, ő pedig elfelejtheti Pierre-t. Már Marseille kikötőjében vannak, amikor megszökik Edmondtól és visszatér Párizsba. Pierre néhány nap múlva szabadulhat. Renée ismét felkeresi őt a börtönben és elmondja, hogy nem tudott elmenni, mert szereti Pierre-t. A férfi meghatódik, ő is megvallja szerelmét; két nappal később kiszabadul, és együtt indulnak új élet felé. 

## Főszereplők
- Annabella – Renée, Pierre menyasszonya
- Arletty – Raymonde, prostituált
- Louis Jouvet –Edmond, Raymonde őrzője
- Jean-Pierre Aumonts – Pierre, Renée vőlegénye
- André Brunot – Émile Lecouvreur, a szálloda tulajdonosa
- Jane Marken – Louise Lecouvreur, a szálloda tulajdonosnőja
- Bernard Blier – Prosper Trimaux
- Paulette Dubost – Ginette Trimaux, Prosper felesége
- François Périer – Adrien, szállodavendég